# Bizcocho de mármol
El bizcocho marmoleado (España, Antillas y partes de Sudamérica), bizcochuelo marmoleado (Argentina), torta marmoleada (Colombia y Venezuela), queque marmoleado (Bolivia, Chile, Perú), pastel o panqué marmoleado (México), o también dicho veteado, es un bizcocho con un aspecto veteado o moteado que se logra mezclando ligeramente un rebozado claro con otro oscuro. Con frecuencia es un pastel mezcla de vainilla (principalmente) y chocolate (las vetas). Según el Deutsches Lebensmittelbuch este bizcocho la mezcla para su horneado debe contener al menos un tercio de cacao o un compuesto molido con al menos tres por ciento de cacao.
Existen recetas impresas para pastel de mármol desde el siglo XIX.
Se suele preparar dividiendo la mezcla en dos partes iguales y colocando a la mitad de la misma una cantidad de cacao en polvo para darle el característico sabor y color. Existe otra variedad en que se utiliza una tercera parte coloreada con carmín.